# Solomon Taiwo
Solomon Oladiran Taiwo (Lagos, Nigeria, 29 de abril de 1985), futbolista nigeriano, naturalizado inglés. Juega de volante y su actual equipo es el Bromley FC de Inglaterra.

## Clubes
| Club                     | País           | Año       |
| ------------------------ | -------------- | --------- |
| Bromley FC               | Inglaterra     | 2004      |
| Maidenhead United        | Inglaterra     | 2004      |
| Fort Wayne Fever         | Estados Unidos | 2005      |
| Tooting & Mitcham United | Inglaterra     | Año       |
| Weymouth FC              | Inglaterra     | 2005      |
| Chesham United           | Inglaterra     | 2005      |
| Windsor & Eton           | Inglaterra     | 2005      |
| Bromley FC               | Inglaterra     | 2006      |
| Sutton United            | Inglaterra     | 2007      |
| Dagenham & Redbridge     | Inglaterra     | 2007-2009 |
| Cardiff City             | Gales          | 2009-2010 |
| Dagenham & Redbridge     | Inglaterra     | 2010-2011 |
| Cardiff City             | Gales          | 2011      |
| Leyton Orient            | Inglaterra     | 2012      |
| Mansfield Town           | Inglaterra     | 2012      |
| Bromley FC               | Inglaterra     | 2012-     |